# Mattil (Schuhfabrik)
1922 gründeten die Brüder Ottmar und Arthur Mattil in Höheinöd, Rheinland-Pfalz die Schuhfabrik Mattil. Bereits Anfang der 1930er Jahre produzierten 200 Mitarbeiter ca. 1000 Paar Schuhe pro Tag. 1949 trat der Junior Axel Mattil in die Geschäftsleitung ein.

## Geschichte
In den Jahren 1951 bis 1956 wurden erhebliche Mittel in den Ausbau des Betriebes in Höheinöd investiert und die Produktion auf ausschließlich Damenschuhe im mittleren Preissegment umgestellt. Im Jahr 1954 übernahm Axel Mattil, nach dem Tod seines Vaters, die alleinige Geschäftsführung und baute das Unternehmen zügig aus.
Im Nachbarort Waldfischbach wurden im Jahr 1959 mehrere Fabrikationshallen eingeweiht, zwei weitere 1960. Im Jahr 1961 wurden in den Mattil-Betrieben mit 1200 Beschäftigten etwa 2,5 Millionen Paar Schuhe produziert.
Ab Anfang der 1970er Jahre begann Mattil im Ausland zu produzieren, vor allem in Jugoslawien, Malta und Irland. In der Spitze produzierten sie mit etwa 2000 Beschäftigten 30.000 Paar Schuhe täglich. Mattil war damit zu dieser Zeit die größte deutsche Schuhfabrik. Ab Ende der 1970er Jahre machte sich die Konkurrenz aus Billiglohnländern bemerkbar und die Auslandsbetriebe erwiesen sich als schwere Bürde, unter anderem wegen den dort herrschenden Besonderheiten.
1985 musste die Firma mit einer Landesbürgschaft versehen werden, um den Weiterbestand zu gewährleisten. 1994 schließlich meldete das Unternehmen Insolvenz (damals noch Konkurs) an.